# 香香公主 (電影)
《香香公主》，中國內地名為《戈壁恩仇錄》，是1987年上映的一部香港與中國內地合拍古裝武俠電影，是同一班底拍攝、同年上映的電影《書劍恩仇錄》（中國內地名為《江南書劍情》）的下集，改編自金庸的《書劍恩仇錄》，由許鞍華執導，達式常、張多福等主演。

## 故事大綱
承接上集，實為漢人血統的乾隆（達式常飾）與反清組織紅花會於六和塔訂下秘密盟約一段時間後，實為乾隆親弟的紅花會總陀主陳家洛（張多福飾）得知清廷派遣兆惠（丁濤飾）再向西北用兵，一心以為剷除掌管八旗軍的兆惠，乾隆就可安心反清。陳家洛再赴西北尋找木卓倫部，途中遇到木卓倫的另一女兒喀絲麗（阿依努爾飾）。陳家洛與喀絲麗互生情愫，上集曾與陳家洛一見鍾情的喀絲麗之姊霍青桐（劉佳飾）不禁悽然。喀絲麗在陳家洛護送下出使兆惠營帳下戰書，但兩人離開時被清軍追擊，危急之際一眾紅花會兄弟趕至助二人脫險，但眾人仍被困於清軍的包圍網中。眾人覺得乾隆只是利用紅花會清除太后勢力，對於其光復漢人江山之決心存有懷疑。木卓倫部中，霍青桐反對派兵營救陳家洛等人，被誤解成私怨。原來霍青桐早看穿清軍誘敵之計，另有打算。木卓倫部按照霍青桐的策略大敗清軍，陳家洛亦取得兆惠首級。群情振奮之際，霍青桐卻因失戀和被誤解，失意離家，喀絲麗與陳家洛同往找霍青桐，三人被沙龍捲捲進一古城遺跡。看了古代美女瑪米兒死前寫於牆上的悲壯故事，三人互吐心曲。脫險後陳家洛選擇與紅花會群雄告別木卓倫部，繼續大業。但他們離開後，乾隆隨即另派大軍進攻木卓倫部，喀絲麗被俘，作為美女被送往北京。乾隆迷戀喀絲麗的美麗，但遭喀絲麗堅拒，乾隆遂要陳家洛說服喀絲麗，才願繼續合作。陳家洛帶喀絲麗遊玩長城，喀絲麗以為陳會帶她脫離牢籠，但陳只是勸她仿傚瑪米兒事跡，為大業順從乾隆。萬念俱灰的喀絲麗在一清真寺中自盡。同時，乾隆邀請紅花會群雄觀看冰上球賽，實為設局暗算。最終紅花會群雄全數犧牲（此處與原著大相逕庭），只有誓言報復的陳家洛仍被乾隆放過，含悲懷恨而去。陳家洛到喀絲麗自盡之處看著她留下的血漬，後獨自前往大漠（某些版本至血漬一幕為止）。

## 演員表
| 演員                                   | 角色               | 備註 |
| -------------------------------------- | ------------------ | --- |
| 達式常                                 | 乾隆               | 滿清皇帝，實為漢人，陳家洛親兄。                                                                                                 |
| 張多福                                 | 陳家洛             | 紅花會總舵主。 |
| 蔣巍                                   | 少年陳家洛         | 出現於回憶片段。 |
| 阿依努爾「（或稱「艾諾」、「艾依諾」） | 香香公主（喀絲麗） | 回部首領木卓倫之女，回部美女。 此維吾爾族演員的譯名說法不一，就算同一版本的封面、片頭、片尾亦有分別。 此角的選角轉折見選角一節。 |
| 劉佳                                   | 霍青桐             | 回部首領木卓倫長女，喀絲麗之姊，懂得武功，輔助父親與清軍交戰，謀略過人。                                                         |
| 哈迪爾                                 | 木卓倫             | 回部其中一支的首領，屬白山宗，霍阿伊、霍青桐、喀絲麗之父。                                                                       |
| 阿尼瓦爾                               | 霍阿伊             | 木卓倫之子，霍青桐、喀絲麗之兄。                                                                                                 |
| 孫晨曦                                 | 心硯               | 陳家洛的書僮，懂得武功。在結尾一戰中最後被射殺者之一。                                                                           |
| 丁濤                                   | 兆惠               | 清廷大將軍，揮軍進攻回部。片中稱為掌管八旗軍的顯親王（身份與史實不符）。戰敗後自盡，首級被陳家洛取下送給乾隆。                   |
| 呂永泉                                 | 無塵               | 紅花會二當家，道長，劍術高手。在結尾一戰中曾一度殺至乾隆近前，是最後被射殺者之一，死前將刀投向乾隆，被乾隆護衛張召重擋下。       |
| 余大陸                                 | 趙半山             | 紅花會三當家，暗器高手。在結尾一戰投出暗器掩護一眾兄弟撤退後被火槍隊射殺，其他兄弟因而大受刺激，轉為與乾隆衛兵拚命。             |
| 郭碧川                                 | 文泰來             | 紅花會四當家，拳法高手。在結尾一戰執意追殺乾隆，被火槍隊連番射擊後墮進冰湖，氣絕身亡。                                           |
| 丁翠華                                 | 駱冰               | 紅花會高手，文泰來之妻。文泰來死後自刎而亡。片中無提及會中排名。                                                                 |
| 張軍                                   | 常伯志             | 紅花會五當家，常赫志之兄。在結尾一戰中為文泰來開路，與其弟被大群清兵亂刀砍死。                                                   |
| 王偉                                   | 常赫志             | 紅花會六當家，常伯志之弟。在結尾一戰中為文泰來開路，與其兄被大群清兵亂刀砍死。                                                   |
| 陳友旺                                 | 徐天宏             | 紅花會七當家，在結尾一戰最先被射殺的四人之一。                                                                                   |
| 傅永才                                 | 衛春華             | 紅花會九當家，在結尾一戰最先被射殺的四人之一，片中無明確交代會中排名。                                                           |
| 王景秋                                 | 章進               | 紅花會十當家，在結尾一戰最先被射殺的四人之一，片中無明確交代會中排名。                                                           |
| 任乃常                                 | 石雙英             | 紅花會高手。在結尾一戰掩護文泰來時被射殺。片中無提及會中排名。                                                                   |
| 鄭建華                                 | 蔣四根             | 紅花會十三當家，在結尾一戰最先被射殺的四人之一，片中無明確交代會中排名。                                                         |
| 侯長榮                                 | 余魚同             | 紅花會十四當家。在與兆惠軍交戰時力戰而亡。                                                                                       |
| 司耕田                                 | 使者               | 兆惠遣至木卓倫部發出最後通牒的使者，態度囂張。                                                                                   |
| 那斯爾                                 | 大虎               | 兆惠軍中的壯漢。 |
| 庫力斯坦                               | 二虎               | 兆惠軍中的壯漢。 |
| 范印                                   | 三虎               | 兆惠軍中的壯漢。 |
| 加帕爾                                 | 四虎               | 兆惠軍中的壯漢。 |
| 武春生                                 | 張召重             | 乾隆麾下大內高手，擋住了無塵與陳家洛對乾隆的進攻。                                                                               |
| 管德旺                                 | 白振               | 乾隆近衛之一。 |
| 王文生                                 | 龍駿               | |
| 楊軍生                                 | 和坤（和珅）       | 乾隆近臣，善拍馬屁，對回語有認識。                                                                                               |
| 王洪濤                                 | 萬亭               | 已故前任紅花會總舵主，出現於回憶片段。                                                                                           |

## 製作
主要製作過程見上集條目。
下集部分進入新疆拍攝，當地人多不諳普通話，劇組遇到了言語不通及天氣變幻莫測的問題。

### 選角
本集女主角香香公主一角是最遲選定演員的角色之一，上集拍攝時此角仍在挑選。按當時的報道，此角本來選了一名杭州女演員擔任，但當時中國內地對民族問題敏感，由漢人演維吾爾族歷史人物可能引起爭議，故最終改由維族演員阿依努爾擔演。而阿依努爾本來被挑選為瑪米兒（回憶片段中在古城留下遺言的古代美女）的演員。

### 取景
| 拍攝時間                    | 地區     | 景點                 | 電影場景                               | 備註 |
| --------------------------- | -------- | -------------------- | -------------------------------------- | --- |
| 1986年7月28日起             | 烏魯木齊 | 南山等地             | 偎郎大會（喀絲麗與陳家洛定情）等       | |
| 1986年8月9日後              | 庫車     | 戈壁灘地帶等         | 大漠戰鬥場面為主                       | 8月25日飾演陳家洛的張多福墮馬受傷:8。張需要養傷兩個多月，期間以替身代拍:27。原演兆惠一角的演員因此事產生心理陰影而辭演，其戲份需重拍。:8 |
| 1986年8月9日後              | 庫車     | 戈壁灘地帶等         | 霍青桐、喀絲麗三人在戈壁灘遇上大風沙   | 攝影師黃仲標曾憶述拍攝當天正值大風，遠景是正好捕捉到的風沙，中景及近景是借用當地區軍用噴射機引擎噴出氣流營造出來。                       |
| 不明                        | 不明     | 不明                 | 陳家洛、霍青桐、喀絲麗三人困於古代迷城 | 攝影師黃仲標曾憶述此幕為實景拍攝，但未提及是在哪個古跡取景。                                                                             |
| 1986年9月28日至11月10日     | 吐魯番   |                      | 上集的爭奪真經情節為主                 | 但按逗留時間推斷應包括下集情節。 |
| 1986年12月21日至87年1月24日 | 承德     | 承德避暑山莊         | 上集開首乾隆打獵、下集結尾冰湖之戰     | |
| 1987年初農曆新年後至2月25日 | 北京     | 故宮、北京電影廠街道 | 不明                                   | |
| 1987年初農曆新年後至2月25日 | 遵化     | 東陵、惠陵           | 估計為陳家洛帶喀絲麗到長城等地遊玩情節 | |
| 1987年初農曆新年後至2月25日 | 天津     | 長城                 | 估計為陳家洛帶喀絲麗到長城等地遊玩情節 | |
| 1987年初農曆新年後至2月25日 | 天津     | 某清真寺             | 喀絲麗自盡                             | |

## 發行
本片於1987年8月28日至9月16日在香港上映共20天，錄得港幣560多萬票房。

## 評價
上下兩集綜合評價見上集條目。
李焯桃當時對許鞍華的訪談文章指出：「大家都同意，《書劍》下集（即《香香公主》）的成績比上集差得太遠，不但千軍馬萬的場面及古城一段瑪米兒傳奇拍得粗疏，陳家洛、霍青桐和香香公主的三角關係碰撞不出火花，連鏡頭和場面調度都粗枝大葉，與上集偶爾神采飛揚相比，簡直有『行貨』的感覺。」:26

## 備註
1. 1 2  按上集上映時的宣傳海報。
2. 1 2  按星光娛樂1990年鐳射影碟版片頭名單。
3. ↑  關於編劇的不同說法參見上集條目[4]。
4. 1 2 3 4 5 6 7 8 9 10 11 12 13 14 15 16 17 18 19 20 21 22  按星光娛樂1990年鐳射影碟版片尾演員名單。
5. ↑  按星光娛樂1990年鐳射影碟版封面。
6. 1 2 3 4 5  按內地版片尾演員名單。

## 資料來源
1. 1 2 3 4 5 6  資料室. . 電影雙周刊. 1987, (220): 23.
2. 1 2 3 4 5  香港電影評論學會 (编). . . 香港: 三聯. 2018: 350. ISBN 9789620444197.
3. 1 2 3 4  資料室. . 電影雙周刊. 1987, (219): 18.
4. 1 2 3  李焯桃. . 電影雙周刊. 1987, (221): 24-27.
5. 1 2  資料室. . 電影雙周刊. 1987, (229): 86.
6. 1 2 3 4 5 6 7  張駿祥; 程季華 (编). . 上海: 上海辭書. 1995: 284. ISBN 7532603261.
7. ↑  黃愛玲. . 香港電影評論學會 - 香港影評庫. 2012  [2022-03-31]. （原始内容存档于2019-12-24）. （页面存档备份，存于）
8. ↑  曾肇弘. . 星島日報. 2020-09-24  [2022-03-31]. （原始内容存档于2022-03-31）. （页面存档备份，存于）
9. ↑  . 香港電影資料館.   [2022-03-31]. （原始内容存档于2022-04-03）. （页面存档备份，存于）
10. ↑  羅卡 (编). . 香港: 康樂及文化事務署. 2000: 198.
11. 1 2 3 4 5  李焯桃. . 電影雙周刊. 1987, (217): 3-5.
12. 1 2 3 4 5 6  舒琪. 梁華生. . 電影雙周刊. 1987, (219): 3-12.
13. ↑  李焯桃 (编). . 香港: 市政局. 1988: 105,118. ISBN 962-7040-24-X.
14. 1 2 3 4 5 6  舒琪、李焯桃. 梁華生. . 電影雙周刊. 1987, (220): 3-10.
15. 1 2 3  鄭超卓. . 香港電影評論學會  (编). . 整理吳月華、卓男對攝影師黃仲標之訪問. 香港: 三聯. 2018: 223–227. ISBN 9789620444197.

## 外部連結
- 香港影庫上《香香公主》的資料（繁體中文）
- 互联网电影数据库（IMDb）上《香香公主》的资料（英文）
- 豆瓣电影上《香香公主》的資料 （简体中文）
- 时光网上《香香公主》的資料（简体中文）
- AllMovie上《香香公主》的资料（英文）